# Alto Orinoco
L'Alto Orinoco è un comune del Venezuela situato nello stato dell'Amazonas.
Il capoluogo del comune è la città di La Esmeralda.
Prende il nome dal fatto di trovarsi nella parte alta del corso del fiume Orinoco.

## Geografia antropica

### Suddivisioni amministrative
Il comune è suddiviso in 5 parrocchie urbane dal 18 dicembre 1997:
- Capital Alto Orinoco
- Huachamacare
- Marawaka
- Mavaca
- Sierra Parima

| Controllo di autorità | VIAF (EN) 234767383 |